# Myriáda
Myriáda (ze starořeckého μυριάς, myrias) označuje číslo deset tisíc (10 000), pokud se jedná o překlad z řečtiny, latiny či čínštiny. Obecně se ale pod tímto výrazem skrývá nesčetné značné množství. V novodobé řečtině je stále možné se s tímto výrazem setkat, a to především ve složených číslech, jako miliónu, který se řecky nazývá εκατομμύριο (ekatommyrio), tj. 100krát 10 000.
Pro myriádtinu (tj. desetitisícinu) celku lze užít značky promyriády (‱) (Znak Unicode U+2031), přičemž je promile složeno z deseti promyriád a procento ze sta promyriád.

## Užití výrazu
Především v angličtině se výraz myriáda užívá, pokud je řeč o velkém, ale nespočítaném čísle (např. „There is a myriad of people outside.“ – tj. „Venku je mnoho lidí.“).
Řada evropských jazyků užívá výrazu myriáda podobně jako angličtina pro vyjádření velkého nespočteného čísla.
Zastaralá předpona myria-, odvozená od slova myriáda, ve spojení s nějakou jednotkou násobí desettisíckrát základní jednotku (př. myriagram = 10 000 gramů = 10 kilogramů).
Ve východní Asii jsou tamější číselné systémy (v Číně, Japonsku apod.) založeny na seskupování číslic po desetitisících, nikoliv tisících, jako je zvykem v západní kultuře. Ve standardní čínštině je znakem pro jednu myriádu 萬, ve zjednodušené pak 万.